# Дру Брис
Дру Кристофер Брис (енгл. Andrew Christopher Brees; Далас, 15. јануар 1979) бивши је професионални играч америчког фудбала који је већину каријере играо у НФЛ лиги на позицији квотербека за екипу Њу Орлеанс сејнтса. Са сејнтсима је освојио наслов за сезону 2009. када је у финалној утакмици проглашен за најкориснијег играча Супербоула. Брис је водећи у НФЛ-у у проценту комплетираних пасова, као и други у историји са бројем пасова у каријери, јарди додавања у каријери, завршеним пасовима у каријери и покушајима пасова у каријери (иза Тома Брејдија). Он такође држи рекорд узастопних утакмица са тачдаун пасом, чиме је оборио успех Џонија Јунајтаса стар 52 године. 

## Каријера
Брис је четири године похађао Универзитет Purdue, где је задње три играо у почетној постави за свеучилишну екипу Boilermakers. 2001. године га на НФЛ драфту у другој рунди бира екипа Сан Дијега чарџерса, где прву сезону проводи као замена за Дага Флутија. 2004. године Сан Дијего осваја дивизију по први пут у задњих 10 година, а Брис игра своју најбољу сезону дотад, те је по први пут у каријери изабран у Пробоул.
2006. Брис прелази у Њу Орлеанс сејнтсе и већ у првој сезони одличним играма улази у прву Ол−Про екипу. 2009. сејнтси предвођени Брисом улазе у плејоф након 13 победа у регуларном делу сезоне. Након победе над Аризона кардиналсима и Минесота вајкингсима, долазе до свог првог Супербоула у историји где их чекају Индијанаполис колтси Пејтона Менинга. Сејнтси побеђују 31:17, а Брис је проглашен најкориснијим играчем Супербоула. 2011. Брис руши рекорд јардима додавања, 5476, којег је поставио Ден Марино још 1984. године, а уз то је изабран за играча године у нападу. Идућих пет сезона Брис наставља са одличним играма, са више од 4800 јарди додавања у свакој од њих, али сејнтси у њима само једном долазе до плејофа. 2018. Брис руши рекорд у постотку успешних додавања (74.4%), а сјентси губе у конференцијском финалу од Лос Анђелес рамса. Сезооне 2019. Брис пропушта 5 утакмица због озледе палца на десној руци. На месту квотербека га замењује Теди Бриџвотер, али се Брис враћа касније у сезони и води екупу у доигравање, те по 13 пут у каријери бива изабран у Пробол.

## Статистика

### Регуларни дио сезоне
| Сезона | Екипа               | Ут. | Yds   | TD  | Int |
| ------ | ------------------- | --- | ----- | --- | --- |
| 2001.  | Сан Дијего чарџерси | 1   | 221   | 1   | 0   |
| 2002.  | Сан Дијего чарџерси | 16  | 3284  | 17  | 16  |
| 2003.  | Сан Дијего чарџерси | 11  | 2108  | 11  | 15  |
| 2004.  | Сан Дијего чарџерси | 15  | 3159  | 27  | 7   |
| 2005.  | Сан Дијего чарџерси | 16  | 3576  | 24  | 15  |
| 2006.  | Њу Орлеанс сејнтси  | 16  | 4418  | 26  | 11  |
| 2007.  | Њу Орлеанс сејнтси  | 16  | 4423  | 28  | 18  |
| 2008.  | Њу Орлеанс сејнтси  | 16  | 5069  | 34  | 17  |
| 2009.  | Њу Орлеанс сејнтси  | 15  | 4388  | 34  | 11  |
| 2010.  | Њу Орлеанс сејнтси  | 16  | 4620  | 33  | 22  |
| 2011.  | Њу Орлеанс сејнтси  | 16  | 5476  | 46  | 14  |
| 2012.  | Њу Орлеанс сејнтси  | 16  | 5177  | 43  | 19  |
| 2013.  | Њу Орлеанс сејнтси  | 16  | 5162  | 39  | 12  |
| 2014.  | Њу Орлеанс сејнтси  | 16  | 4952  | 33  | 17  |
| 2015.  | Њу Орлеанс сејнтси  | 15  | 4870  | 32  | 11  |
| 2016.  | Њу Орлеанс сејнтси  | 16  | 5208  | 37  | 15  |
| 2017.  | Њу Орлеанс сејнтси  | 16  | 4334  | 23  | 8   |
| 2018.  | Њу Орлеанс сејнтси  | 15  | 3992  | 32  | 5   |
| 2019.  | Њу Орлеанс сејнтси  | 11  | 2979  | 27  | 4   |
| Укупно | Укупно              | 275 | 77416 | 547 | 237 |

Напомена: Ут. - одиграних утакмица, Yds - јарди додавања, TD - постигнутих тачдауна, Int - изгубљених лопти.